# 33 (Battlestar Galactica)
33 este primul episod al sezonului 1 al serialului TV reimaginat din 2004 Battlestar Galactica. A avut premiera la 18 octombrie 2004 în Regatul Unit pe Sky1, fiind regizat de Michael Rymer după un scenariu de Ronald D. Moore. Are 45 de minute.

## Prezentare
După exodul omenirii din cele Douăsprezece Colonii, flota este atacată de Cyloni la fiecare 33 de minute după ce fac saltul superluminic, ceea ce duce la concluzia că printre ei se află spioni Cylon; de asemenea echipajul devine din ce în ce mai obosit din cauza lipsei de somn.

## Distribuție
- Michael Hogan ca Saul Tigh
- Aaron Douglas este Galen Tyrol
- Tahmoh Penikett este Karl Agathon
- Kandyse McClure ca Anastasia Dualla
- Paul Campbell ca Billy Keikeya
- Alessandro Juliani ca Felix Gaeta
- Sam Witwer ca Lt. Crashdown
- Alonso Oyarzun ca Brad Socinus
- Nicki Clyne este Cally Henderson

## Legături externe
- "33" at Syfy
- "33" at the Battlestar Wiki
- "33" la TV.com
- „33” la Internet Movie Database